# سيمون بيرتي
سيمون بيرتي (بالإيطالية: Simone Berti)‏ مواليد 13 يونيو 1985 في فلورنسا، هو لاعب كرة سلة إيطالي بدأ مسيرته الاحترافية في سنة 2002 ويحمل الرقم 13.

## فرق لعب لها
- بالاكانسترو كانتو

## روابط خارجية
- سيمون بيرتي على موقع الاتحاد الدولي لكرة السلة (الإنجليزية)
- سيمون بيرتي على موقع الدوري الأوروبي لكرة السلة (الإنجليزية)
- سيمون بيرتي على موقع كرة السلة الأوروبية.كوم (الإنجليزية)
- سيمون بيرتي على موقع ريلجم (الإنجليزية)
- سيمون بيرتي على موقع بروبوليرز (الإنجليزية)
- سيمون بيرتي على موقع سبورتس رفرنس (الإنجليزية)